# Dominique di Piazza

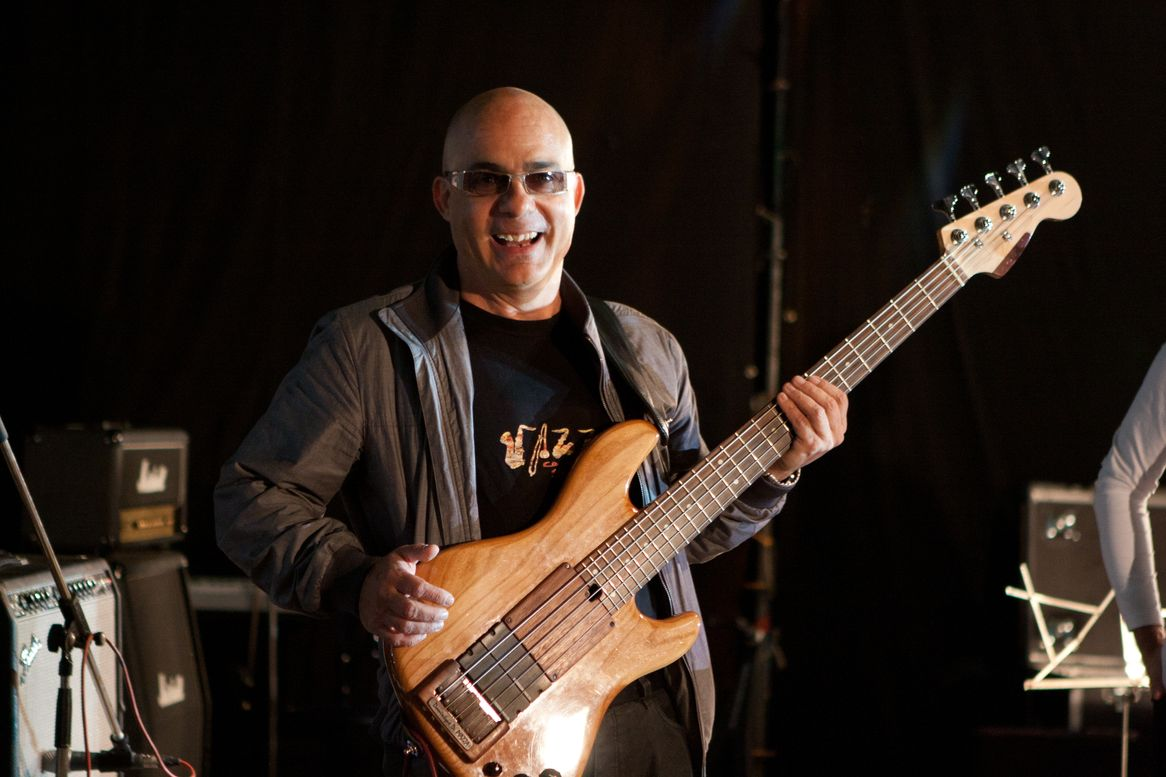
Dominique di Piazza

Dominique di Piazza (* 1959 in Lyon) ist ein französischer Jazz-Bassist und Pastor.

## Leben und Wirken
Di Piazza lernte autodidaktisch Gitarre zu spielen und wechselte 1978 unter dem Eindruck von Jaco Pastorius’ Spiel auf dem Album Heavy Weather von Weather Report zur Bassgitarre. Er hat zugleich Theologie studiert und dann auch in einer südfranzösischen Gemeinde als Pastor gearbeitet. 
Er trat als Sideman zahlreicher Musiker wie Éric Barret, Jean-Pierre Como, Michel Perez, Louis Winsberg, Aldo Romano, Nicolas Folmer, Laurent Cugny und seiner Big Band Lumiere, Didier Lockwood, Gil Evans, Joe di Orio, Michel Petrucciani, Katia und Marielle Labèque, Bobby Thomas junior, Donald Harrison, Danny Gottlieb, Gary Husband, Antonio Faraò, Jeff Gardner, Giuseppe Continenza, Alex Acuña, Philippe Petrucciani, Norman Stockton, Gordon Beck, Victor Wooten, Lincoln Goines, Michael Manring und Yves Carbone auf. 
Im John-McLaughlin-Trio (neben Trilok Gurtu) unternahm er 1992–1993 eine Welttournee. Das Trio gab über 300 Konzerte und nahm das Album Que Alegria auf. 2000 unternahm er mit der Gruppe Front Page (mit Biréli Lagrène und Dennis Chambers) eine Europatournee und nahm ein Album auf, das 2001 den Victory Music Award als bestes Jazzalbum des Jahres erhielt. 
2005 und 2006 unternahm di Piazza mit Meddy Gerville, Jean-Marie Ecay und Horacio Hernandez eine Tournee durch Reunion, Mauritius, Madagaskar und mehrere afrikanische Staaten und nahm die CD Jazz Amwin auf. 2006 spielte er in Indien CD-Aufnahmen mit U. Shrivinas (Mandoline), Debashish Bhattacharya (Gitarre), Selvagenash (Kanjira) und Zakir Hussain (Tabla) ein. Ein weiteres Album entstand mit dem italienischen Pianisten Antonio Faraò und André Ceccarelli.
Seit 2012 bis 2015 war di Piazza regelmäßig Bass-Dozent der European Jazz School, die jeweils auf dem Hessentag auftritt und zuvor zweitägige Workshops für Nachwuchsmusiker aus den Partnerregionen des Bundeslands Hessen (Emilia-Romagna, Woiwodschaft Großpolen, Aquitaine und Bursa (Provinz)) veranstaltete. Seine Spezialität ist übrigens der 5-saitige E-Bass, auf dem er sehr funkige, tanzbare Grooves erzeugt.